# Galbenu
Galbenu là một xã thuộc hạt Brăila, România. Dân số thời điểm năm 2002 là 3625 người.